# Руда (Плешевський повіт)
Руда (пол. Ruda) — село в Польщі, у гміні Добжиця Плешевського повіту Великопольського воєводства.
У 1975-1998 роках село належало до Каліського воєводства.